# Meterginus
Meterginus is een geslacht van hooiwagens uit de familie Cosmetidae.
De wetenschappelijke naam Meterginus is voor het eerst geldig gepubliceerd door F.O.Pickard-Cambridge in 1905. 

## Soorten
Meterginus omvat de volgende 15 soorten:
- Meterginus affinis
- Meterginus albonotatus
- Meterginus apicalis
- Meterginus basalis
- Meterginus dorsalis
- Meterginus flavicinctus
- Meterginus inermipes
- Meterginus latesulfureus
- Meterginus marginellus
- Meterginus obscurus
- Meterginus prosopis
- Meterginus simonis
- Meterginus tibialis
- Meterginus togatus
- Meterginus zilchi

(Meterginus marmoratus = Rhaucus marmoratus (Roewer, 1912); Meterginus serratus = Rhaucus serratus (Roewer, 1912))